# Nagy-Ik (Szakmara)
A Nagy-Ik (oroszul:  Большой Ик) folyó Oroszország európai részén, Baskíriában és az Orenburgi területen, a Szakmara jobb oldali mellékfolyója.

## Földrajz
Hossza: 341 km, vízgyűjtő területe: 7670 km², évi közepes vízhozama: 61 m³/sec.
A Déli-Urál nyugati lejtőjén ered. Kezdetben nyugati irányba tart, majd egy éles kanyarulat után a Zilairi-plató dombos, alacsony hegyes vidékén folyik dél felé. Déli, alsó szakaszán az Orenburgi területre ér és Szaraktas település közelében ömlik a Szakmarába.
Baskíria egyik legtisztább vízű folyója, partjain nincs nagyobb település vagy ipari üzem. Dél-Baskíria és az Orenburgi terület csapadékszegény vidékén igen jelentős folyónak számít. 